# Prankton United SC
Prankton United SC ist ein Fußballverein, der in der U.S. Virgin Islands Club Championship auf den amerikanischen Jungferninseln spielt. Der Verein wurde 1968 gegründet und ist damit der älteste Fußballverein der Inseln.

## Geschichte
Der Verein wurde unter dem Namen Prankton Football Club in Frederiksted im Jahr 1968 gegründet und ist der älteste Fußballverein der Amerikanischen Jungferninseln. Im Jahr 2016 fusionierte der Verein mit Skills FC und wurde in Prankton United SC umbenannt.
In der Saison 2023 spielte der Verein in der Saint Croix Soccer League, allerdings ohne großen Erfolg. Prankton United SC verzeichnete deutliche Niederlagen, darunter ein 16:1 und ein 8:0 gegen Helenites SC, ein 0:10 gegen Unique Tropical SC und ein 0:14 gegen Rovers FC. Nach sechs gespielten Partien belegte der Verein den letzten Platz, ohne Punkte, mit nur einem erzielten Tor und 48 Gegentoren. Die Vereinsfarben sind Weiß-Rot und Limettengrün.

## Stadion
Die Heimspielstätte des Vereins ist der Christiansted Sportpark, der eine Kapazität von 1500 Zuschauern bietet.